# ジゾシルピン
ジゾシルピン（英語: Dizocilpine）は、MK-801としても知られる、水溶性の非競合的NMDA受容体アンタゴニストである。研究用試薬としてマレイン酸塩が市販されている。習慣性が示唆されているが、精神作用物質としての法規制はされていない。

## 薬理
- 非競合的オープンチャネルブロッカー

NMDA受容体アンタゴニストであるAP5と決定的に違う点は、AP5が定常状態のNMDA受容体を全般的に阻害するのに対し、ジゾシルピンはリガンドの結合を受けて開いたイオンチャネル部にのみ阻害をかけるチャンネルブロッカーという点である。つまり、NMDA受容体が機能できない環境下（リガンド不在・静止膜電位条件・高マグネシウムイオン条件等）においては作用できない。逆に言えば、一旦機能しかけたNMDA受容体のみを阻害すると言える。
この特性を利用し、近年ではシナプス刺激中にジゾシルピンを投与することでシナプス部に存在するNMDA受容体のみを一旦阻害させ、その後NMDAを投与してシナプス外に存在するNMDA受容体の存在を探すなどの使用法がある。
- NMDA受容体： Kd = 1.8nM

- ドーパミンD2受容体(D2High)： Ki = 0.3nM

- アセチルコリン受容体(AChR)： 拮抗作用が見い出された[1][2][3]。

## 統合失調症モデル
精神障害モデル動物を作成するために使用される。ジゾシルピンは齧歯類において、過活動・ステレオタイプ行動・抑うつ状態・認知障害・陽性症状・陰性症状を誘発し、統合失調症の完全なスペクトルを有する可能性のある精神病様行動をもたらす。統合失調症の陽性症状を模倣するドーパミン受容体アゴニストとは異なり、ジゾシルピンは陽性症状と陰性症状の両方を模倣する。動物研究において、ジゾシルピンの急性投与は精神病を模倣し、慢性投与は統合失調症と同様の神経病理学的な変化をもたらす。

### オルニーの病変
ジゾシルピンは1989年に en:John Olney によって他のNMDA受容体アンタゴニストと共に発見された。ジゾシルピンは後部帯状回・脳梁膨大後部皮質で神経細胞の空胞化による高次脳機能障害に繋がる。この部位の神経細胞死はアストロサイトやミクログリアなどのグリア細胞の反応を伴っていた。

## 娯楽用途
ジゾシルピンはレクリエーションドラッグとして0.05〜0.1mgの範囲で有効とされる。他の類似薬物と比較し正確な用量を把握することが困難で過剰投与による強力な幻聴に繋がることからユーザーに好まれていない。フェンサイクリジン(PCP)やケタミンなどの類似薬物よりも非常に長期間に渡って異常思考や健忘などの強い後遺症を残すため娯楽用途には向いていない。いくつかの動物研究ではジゾシルピンの習慣性が見出された。

## 医療用途
細胞外の過剰な興奮毒性がグルタミン酸受容体を刺激し神経細胞に害を与える。ジゾシルピンを含むNMDA受容体アンタゴニストは、興奮毒性を有する広範囲な疾患の治療に研究されている。脳卒中・外傷性脳損傷・神経変性疾患（パーキンソン病・ハンチントン病・アルツハイマー病・筋萎縮性側索硬化症）など。

### 神経保護
スナネズミにおける虚血性の海馬神経変性に対する神経保護EC50は0.3mg/kgであり、多くの動物は3mg/kg以下で神経保護するといわれる。
学習障害

### 神経毒性
ラット1mg/kg皮下投与では12時間後まで、10mg/kg投与では48時間後まで病理組織学的変化が認められた。反復投与は、単回投与による空胞化と同じ様であり、累積的な神経毒性は認められなかった。しかし、反復投与で不可逆的な段階まで進行した。
NMDA受容体アンタゴニストは、周産期の齧歯類における皮質アポトーシスを誘導し、抗精神病薬による治療で改善される統合失調症様の変化を持続させる。抗精神病効果および神経保護効果を有するミノサイクリンはMK-801誘導性脳細胞死を保護せず悪化させた。
- NMDA受容体は行動研究においてモルヒネの慢性投与によって引き起こされる精神的依存の発症に関与していることを示している。ジゾシルピンはモルヒネによって誘発される報酬効果を抑制した。
- 狂犬病ウイルスに感染したラット皮質神経細胞をジゾシルピンと共培養した結果、ウイルスが約1,000倍減少した。ジゾシルピンがこの作用を持っていることは知られていない。細胞なしのジゾシルピンと狂犬病ウイルス懸濁液では薬剤がウイルス抑制作用を示さなかったので、作用機序はウイルスの直接殺傷以外であることを示している。